# Барнс, Джордж (кинооператор)
Джордж Барнс (англ. George Barnes; 16 октября 1892 — 30 мая 1953) — американский кинооператор с эпохи немого кино до начала 1950-х годов.

## Биография
Родился 16 октября 1892 года в городе Пасадина, США. Дебютировал в качестве кинооператора на съёмках фильма 1918 года «Да здравствует Франция!» режиссёра Роя Уильяма Нила. На протяжении своей карьеры восемь раз номинировался на премию «Оскар», одержав только одну победу в 1941 году за операторскую работу в фильме «Ребекка» кинорежиссёра Альфреда Хичкока. Состоял в Американском обществе кинооператоров.
Джордж Барнс был четыре раза женат. На Джоан Блонделл (1933—1936), Хелен Хауэлл, Элизабет Вуд и Мельбе Маршалл Крюгер.
У Барнса было две дочери от Мельбы Маршалл Крюгер (псевдоним Мельба Мэй Крюгер), на которой он был женат с 1939 по 1945 год: Барбара Энн Барнс (родилась 16 апреля 1940 года) и Джорджин С. Барнс (родилась 7 мая 1942 года).
Умер 30 мая 1953 года в возрасте 60 лет в Лос-Анджелесе, штат Калифорния. Он похоронен на кладбище Hollywood Forever в Голливуде, Лос-Анджелес, Калифорния.

## Избранная фильмография
- 1925 — Орёл / The Eagle (реж. Кларенс Браун)
- 1926 — Сын шейха / The Son of the Sheik (реж. Джордж Фицморис)
- 1928 — Наши танцующие дочери / Our Dancing Daughters (реж. Гарри Бомонт)
- 1928 — Сэди Томпсон / Sadie Thompson (реж. Рауль Уолш)
- 1929 — Бульдог Драммонд / Bulldog Drummond (реж. Фрэнк Джонс)
- 1937 — Чёрный легион / Black Legion (реж. Арчи Майо)
- 1937 — Меченая женщина / Marked Woman (реж. Ллойд Бэкон)
- 1937 — Принц и нищий / The Prince and the Pauper (реж. Уильям Кайли)
- 1940 — Ребекка / Rebecca (реж. Альфред Хичкок)
- 1940 — Возвращение Фрэнка Джеймса / The Return of Frank James (реж. Фриц Ланг)
- 1941 — Познакомьтесь с Джоном Доу / Meet John Doe (реж. Фрэнк Капра)
- 1941 — Это неопределённое чувство / That Uncertain Feeling (реж. Эрнст Любич)
- 1943 — Джейн Эйр / Jane Eyre (реж. Роберт Стивенсон)
- 1945 — Заворожённый / Spellbound (реж. Альфред Хичкок)
- 1947 — Синдбад-мореход / Sinbad the Sailor (реж. Ричард Уоллес)
- 1948 — Сила зла / Force of Evil (реж. Абрахам Полонски)
- 1948 — Императорский вальс / The Emperor Waltz (реж. Билли Уайлдер)
- 1950 — Дело Тельмы Джордон / The File on Thelma Jordon (реж. Роберт Сиодмак)
- 1951 — Жених возвращается / Here Comes the Groom (реж. Фрэнк Капра)
- 1952 — Величайшее шоу мира / The Greatest Show on Earth (реж. Сесил Б. Демилль)
- 1953 — Война миров / The War of the Worlds (реж. Байрон Хэскин)

## Награды и номинации
- Премия «Оскар» за лучшую операторскую работу
  - Номинировался в 1929 году за фильмы «Дьявольская танцовщица», «Волшебное пламя» и «Сэди Томпсон»[8]
  - Номинировался в 1930 году за фильм «Наши танцующие дочери»[9]
  - Лауреат 1941 года за фильм «Ребекка»[4]
  - Номинировался в 1946 году за фильмы «Испанские морские владения[англ.]» и «Заворожённый»[10]
  - Номинировался в 1951 году за фильм «Самсон и Далила»[11]
- Премия «Золотой глобус» за лучшую операторскую работу
  - Номинировался в 1951 году за фильм «Самсон и Далила»[12]
  - Лауреат 1953 года за фильм «Величайшее шоу мира»[13]